# Liste der Pseudobasiliken in Italien

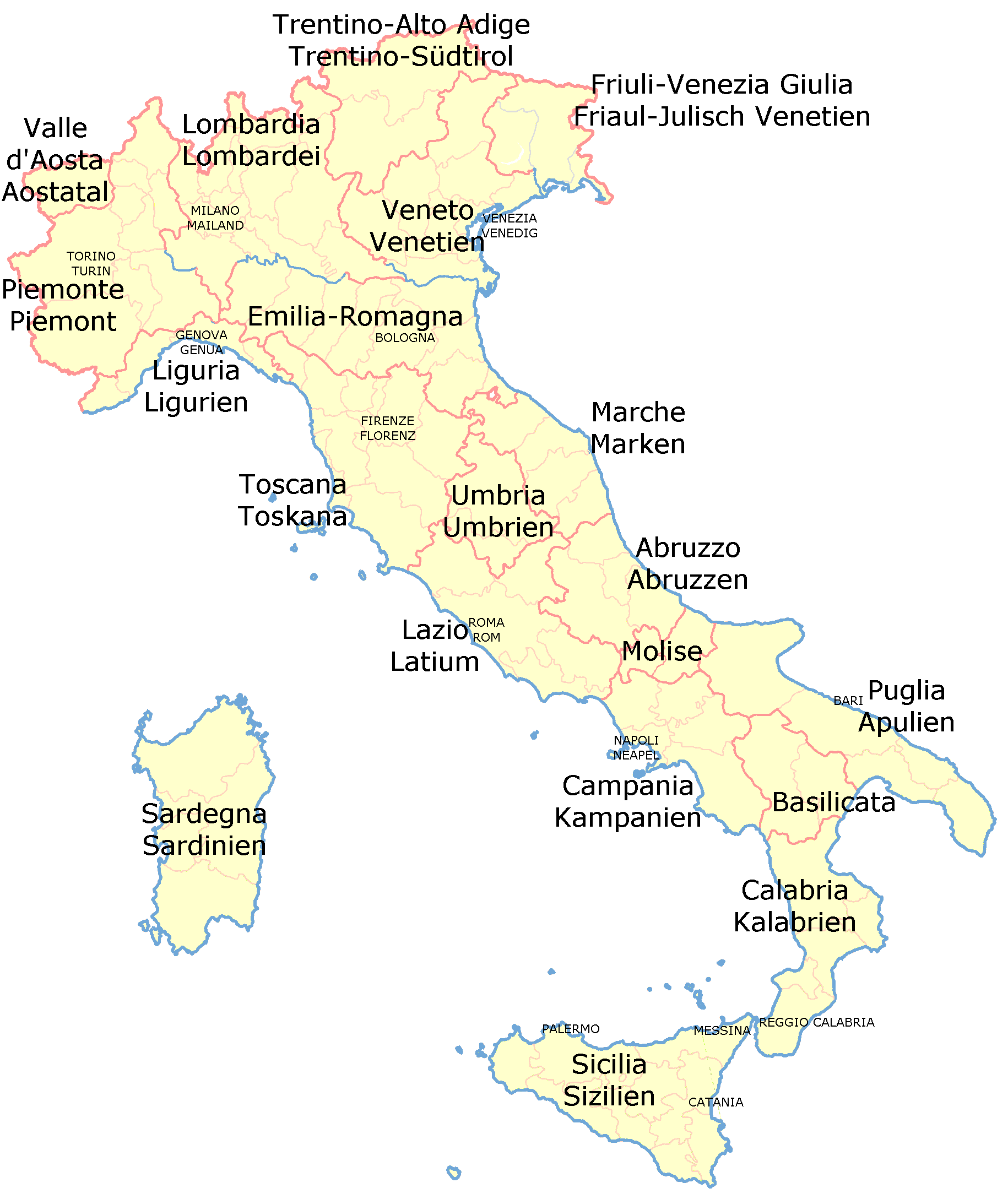
Italien: Regionen, Provinzeinteilung, Metropolitanstädte

▶ Liste(n) von Pseudobasiliken – Übersicht
– Siehe auch Hallenkirchen in Italien (41) –
Anzahl: 17, davon 1 teilw. Hallenkirche, 3 Grenzfälle zur Hallenkirche, 1 halb Pseudobasilika, halb Basilika

## Kampanien
– Siehe auch Hallenkirchen in Kampanien (1) –
| Ort         | Name/Patrozinium                   | Anmerkungen                                 | Fotos | Fotos |
| ----------- | ---------------------------------- | ------------------------------------------- | ----- | ----- |
| Mercogliano | Kloster- und Wallfahrtskirche (CC) | 1961 vor Vorgängerbau gesetzt, Anfänge 1126 |       |       |

## Friaul-Julisch-Venetien
– Siehe auch Hallenkirchen in Friaul-Julisch-Venetien (2) –
Anzahl: 4
| Ort               | Name/Patrozinium                              | Anmerkungen                                                                                  | Fotos | Fotos |
| ----------------- | --------------------------------------------- | -------------------------------------------------------------------------------------------- | ----- | ----- |
| Gemona del Friuli | Duomo (CC)                                    | Kern 1290–1337, aber 1825/26 massiv umgestaltet, Südseite Basilika, Nordseite Pseudobasilika |       |       |
| Muggia            | Duomo (CC)                                    | 1467, spätgotisch                                                                            |       |       |
| Udine, Friaul     | Cattedrale di Santa Maria Annunziata (▶INNEN) | teils Staffelhalle, teils Basilika                                                           |       |       |
| Triest            | San Silvestro                                 | 11. Jh.                                                                                      |       |       |

## Latium
| Ort | Name/Patrozinium | Anmerkungen                                          | Fotos | Fotos |
| --- | ---------------- | ---------------------------------------------------- | ----- | ----- |
| Rom | San Pancrazio    | Vorgänger 5. Jh., heutiger Bau 625–638, Fassade 1537 |       |       |

## Ligurien
– Siehe auch Hallenkirchen in Ligurien (bisher 2 erfasst) –
| Ort            | Name/Patrozinium           | Anmerkungen                                   | Fotos                   | Fotos |
| -------------- | -------------------------- | --------------------------------------------- | ----------------------- | ----- |
| Genua-Portoria | Santissima Annunziata (CC) | ab 1556, dreischiffig, Renaissance und Barock | siehe Google streetview |       |

## Lombardei
– Siehe auch Hallenkirchen in der Lombardei (5) –
Anzahl: 5
| Ort                                  | Name/Patrozinium                | Anmerkungen                                                                          | Fotos | Fotos |
| ------------------------------------ | ------------------------------- | ------------------------------------------------------------------------------------ | ----- | ----- |
| Milano (Mailand)                     | San Babila (CC), LBC            | 5., 7., 11., 17. und 19./20. Jh., überw. romanisch, Fassade neuromanisch             |       |       |
| Milano (Mailand)                     | Santa Maria delle Grazie LBC    | spätes 15. Jh., Langhaus gotische Pseudobasilika aus Backstein, Ostteile Renaissance |       |       |
| Milano (Mailand)                     | Santa Maria Rossa (CC), LBC     | ab 1140, Überarbeitung (Gewölbe ?) um 1190, Grenzfall zur Stufenhalle                |       |       |
| Milano (Mailand)                     | San Pietro in Gessate (CC), LBC | 1460–1476                                                                            |       |       |
| San Giuliano Milanese, Metr. Mailand | Abtei Viboldone (CC), LBC       | 1167–1348                                                                            |       |       |

## Piemont
– Siehe auch Hallenkirchen im Piemont (6) –
| Ort              | Name/Patrozinium          | Anmerkungen                                              | Fotos | Fotos |
| ---------------- | ------------------------- | -------------------------------------------------------- | ----- | ----- |
| Cavagnolo        | Abtei Santa Fede (CC) ARC | 1. Erwähnung 1281 – romanische Formen aus gotischer Zeit |       |       |
| Tortona, Piemont | Duomo (Dom) (CC)          | Grenzfall Staffelhalle/Pseudobasilika                    |       |       |

## Sizilien
– Siehe auch Hallenkirchen in Sizilien (6) –
| Ort     | Name/Patrozinium                | Anmerkungen | Fotos | Fotos                 |
| ------- | ------------------------------- | --- | ----- | --------------------- |
| Messina | Santa Maria degli Alemanni (CC) | um 1220 vom Deutschen Orden gegründet, Grenzfall Staffelhalle/Pseudobasilika, Holzdecke, Gurtbögen des Mittelschiffs bei Erdbeben verloren, Gurtbögen der Seitenschiffe und Arkaden erhalten |       | Innenfotos siehe Link |

## Umbrien
– Siehe auch Hallenkirchen in Umbrien (5) –
| Ort                        | Name/Patrozinium     | Anmerkungen    | Fotos | Fotos |
| -------------------------- | -------------------- | -------------- | ----- | ----- |
| Città di Castello, Umbrien | Madonna del Transito | klassizistisch |       |       |

## Venetien
– Siehe auch Hallenkirchen in Venetien (2) –
| Ort   | Name/Patrozinium | Anmerkungen | Fotos | Fotos |
| ----- | --- | ----------- | ----- | ----- |
| Padua | Santa Giustina (CC) \| um 1600, Renaissance, Pendentifkuppeln über dem Mittelschiff; durch Vierung mit Nebenräumen außerdem Kreuzkuppelkirche |             |       |       |

## Belege
1. ↑  Google Streetview: Genova: Santa Maria di Castello aus der Viale IV Novembre
2. ↑  Turismo.it: Messina, cosa rende speciale la Chiesa di Santa Maria degli Alemanni
3. ↑  Torrese: Santa Maria Alemanna (einige Innenfotos)

- Karte mit allen verlinkten Seiten:
- OSM |
- WikiMap